# 弗兰克·库格勒
弗兰克·库格勒（德語：Frank Kugler，1879年3月29日—1952年7月7日），美国、德国男子拔河、举重、摔跤运动员。他曾参加1904年夏季奥林匹克运动会，获得一枚银牌和三枚铜牌。成为首位在同届奥运三个不同大项上都夺得奖牌的选手。